# Alexander von Westerholt

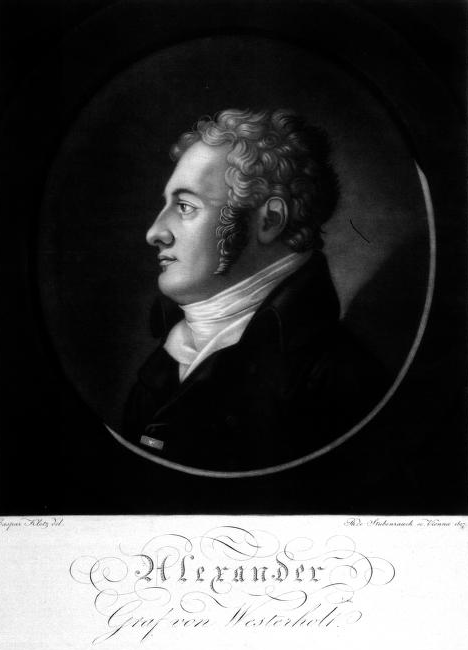
Graf Alexander Ferdinand von Westerholt

Graf Alexander Ferdinand von Westerholt (* 1763 in Regensburg; † 1827 ebenda) war ein bayerischer Staatsmann und Gelehrter.

## Abstammung

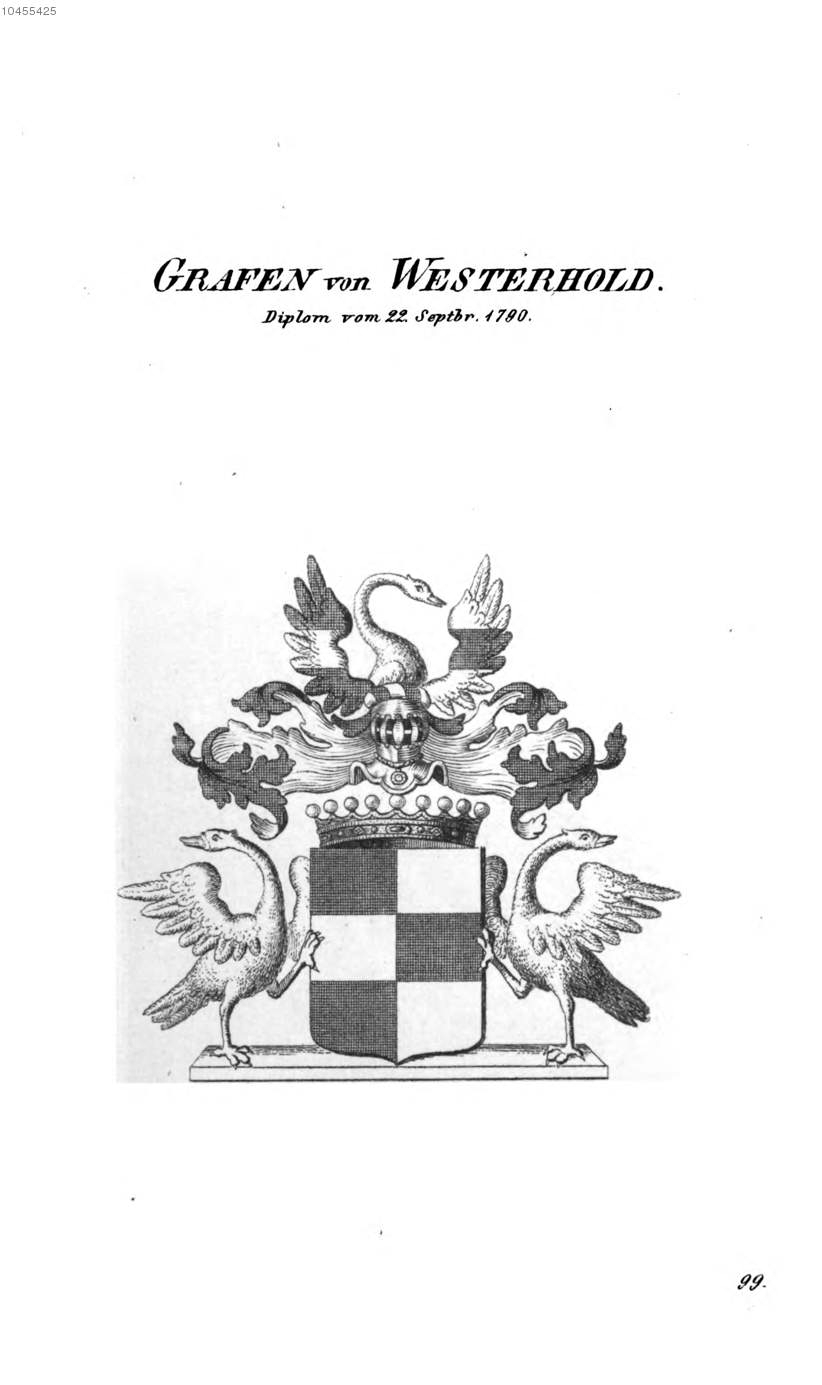
Wappen der Grafen von Westerholt

Westerholt wurde 1763 in der Freien Reichsstadt Regensburg geboren und gehörte dem Adelsgeschlecht Westerholt an. Er war der Sohn von Johann Jakob von Westerholt (1727–1814), der in Koblenz geboren worden war und das Amt des Postmeisters geerbt hatte. Im Jahr 1755 wurde er Hofmarschall von Alexander Ferdinand, 3. Fürst von Thurn und Taxis in Regensburg, bevor er Präsident der Hofwirtschaft wurde. Außerdem war er Kämmerer des Kurfürstentums Trier und von Kurköln. 1790 wurde er von Karl Theodor, Kurfürst von Bayern, in München zum Reichsvikar des Reichsgrafen erhoben.
Seine Großeltern väterlicherseits waren Johann Karl Albert von Westerholt, der über seine Mutter das Gut Vilckrath im Herzogtum Berg besaß.

## Laufbahn
Westerholt war ein Geheimrat und Staatsmann, der während der Napoleonischen Kriege als Vize der Regensburger Regierung diente. Er war auch ein Gelehrter, der als Chefbibliothekar diente. Er war in Regensburg ansässig, als es der ständige Sitz des Reichstages war. Im April 1803 wurde Regensburg zum neuen Fürstentum Regensburg mediatisiert, bevor es 1810 durch den Vertrag von Paris an das Königreich Bayern abgetreten wurde. Briefe zwischen Westerholt und dem Jesuitentheologen Johann Michael Sailer wurden von der Diözese Regensburg veröffentlicht.
Angeblich war er Mitglied der Illuminaten unter dem Decknamen Montaigne/Themistokles.

## Privatleben
Er heiratete die in England geborene Gräfin Winifred von Jenison-Walworth (1767–1825), eine Tochter des Grafen Francis Jenison von Walworth, der mit seiner Familie in die Kurpfalz zog. Gemeinsam waren sie die Eltern von:
- Karl Theodor von Westerholt (1795–1863), der 1819 seine Cousine Harriet Caroline Octavia Spencer, Tochter von William Robert Spencer, heiratete. Harriet, die ein uneheliches Kind mit dem 6. Herzog von Marlborough hatte, bevor sie ihn heiratete, starb 1831, und er heiratete danach die wohlhabende ungarische Gräfin Amalia von Jenison-Walworth (geborene Batthyány), die frühere Frau seines Cousins, Graf Franz Oliver von Jenison-Walworth. Amalia war die ältere Schwester von Graf Lajos Batthyány (dem ersten Ministerpräsidenten Ungarns). Nach seiner zweiten Ehe mit Amalia zog er sich nach Giebelbach bei Lindau am Bodensee zurück.

Graf von Westerhold starb 1827 in Regensburg.

### Nachkommen
Über seinen Sohn Karl war er ein Großvater von Heinrich Friedrich von Westerholt (1820–1859), einem Offizier der österreichischen Armee, der Gräfin Sophia von Stainlein-Saalenstein (Schwester des Komponisten Ludwig von Stainlein-Saalenstein) heiratete.